# Luftangriffe auf Celle
Bei zwei Luftangriffen auf Celle durch alliierte Bomber entstand in der Stadt Celle während des Zweiten Weltkrieges im Verhältnis zu anderen deutschen Städten relativ geringer Sachschaden. Durch die Ereignisse unmittelbar nach dem zweiten Luftangriff, die als Massaker von Celle in die Geschichte eingegangen sind, kamen jedoch viele KZ-Häftlinge ums Leben. Vor Kriegsbeginn zählte die Stadt im Mai 1939 37.799 Einwohner.

## Angriffe, Schäden und Opfer
Vor den beiden großen Luftangriffen von 1945 auf Celle gab es nur vereinzelte Bombenabwürfe, wobei beispielsweise 1941 eine Bombe auf das Altstadtgebäude An der Stadtkirche 11 (Stadtbauamt) fiel. Dabei wurden nur Fenster zerstört. Auch später blieben die historische Altstadt und das Celler Schloss unversehrt.
Ein erster schwerer Luftangriff auf Celler Außenbereiche erfolgte am 22. Februar 1945 im Rahmen der „Operation Clarion“; er wurde von acht Bombern des Typs B-24 Liberator der 8th US Air Force durchgeführt. Wegen eines Navigationsfehlers wurde kurzfristig das Ziel des Güterbahnhofs Peine verworfen und entschieden, das Secondary Target (Alternativziel), den Bahnhof Celle anzufliegen. Dabei starben 117 ungarische Soldaten, deren Zug sich auf dem Weg in die Panzertruppenschule in Bergen-Hohne befand. Das Rote Kreuz versorgte die Verwundeten, die Technische Nothilfe versah Aufräum- und Reparaturarbeiten und die Toten wurden nach ihrer Identifizierung zwei Tage später auf dem Celler Waldfriedhof bestattet.
Sechs Wochen später am 8. April 1945 gegen 18 Uhr wurde Celle als eine der letzten Städte im Deutschen Reich von 132 Flugzeugen der 9th US Air Force erneut angegriffen; dabei wurden 240 Tonnen Sprengbomben auf den Güterbahnhof und seine Umgebung geworfen. Bahnhof und Güterbahnhof wurden schwer beschädigt, das Gaswerk und neun Handwerksbetriebe vollständig zerstört. Die Eisenbahnbrücken über Bahnhofstraße und Wiesenstraße stürzten ein. Vor allem in den Straßen Neustadt, Altenhäusen, Kirchstraße, Marienstraße, Uferstraße, Fuhsestraße, Riemannstraße und Bahnhofstraße wurden Wohnhäuser von Bombensplitern und umher fliegenden Trümmern getroffen. Insgesamt wurden 67 Häuser in Celle vollständig zerstört sowie 550 erheblich und 614 leicht beschädigt, wobei die größten Schäden in der Marienstraße entstanden. Die Schäden entsprechen einem Zerstörungsgrad von insgesamt 2,2 %. Abgefahren wurden insgesamt 18.700 m³ Trümmerschutt.
Die genaue Zahl der Todesopfer des zweiten Luftangriffes auf Celle konnte nie ermittelt werden. Neben 122 Einwohnern von Celle kam eine große Anzahl von KZ-Häftlingen ums Leben, da ein Zug auf dem Weg vom KZ Salzgitter-Drütte zum KZ Bergen-Belsen auf dem Celler Bahngelände vom Bomben getroffen wurde und zahlreiche Häftlinge nach dem Luftangriff von einem SS-Kommando sowie von Polizisten verfolgt und getötet wurden (Siehe eigener Artikel: Massaker von Celle).